# Qianshan Wuliang Guan
Der Qianshan Wuliang Guan (chinesisch 千山無量觀 / 千山无量观, Pinyin Qiānshān Wúliáng Guān, englisch Temple of the Infinite; Wuliang-Tempel im Qian Shan) auf dem Gebiet der Stadt Anshan in der chinesischen Provinz Liaoning ist ein daoistischer Tempel im Gebirge Qian Shan, der im 6. Jahr der Kangxi-Ära (1667) der Qing-Dynastie von dem daoistischen Mönch Liu Tailin (劉太琳) erbaut wurde.
Er steht auf der Liste der 21 wichtigsten daoistischen Tempel des chinesischen Staatsrates.  